# Acheilognathinae
La sottofamiglia Acheilognathinae comprende alcune specie di pesci d'acqua dolce appartenenti alla famiglia Cyprinidae.

## Generi
- Acanthorhodeus
- Acheilognathus
- Paracrossochilus
- Rhodeus
- Tanakia